# YG플러스
YG PLUS(한국어: 주식회사 와이지플러스, (주)YG 플러스, 영어: YG PLUS, INC.)는 대한민국의 엔터테인먼트 인프라 및 IP사업 전문기업이며 YG 엔터테인먼트의 자회사이다. 구 휘닉스홀딩스를 인수해 설립했다. 본사는 서울특별시 영등포구 국제금융로 10, 19층 (여의도동, THREE IFC)에 있으며 아티스트 IP에 기반한 다양한 사업(음악투자, 음악유통, 음악플랫폼, MD사업 등)을 전개하고 있다.

## 주요 사업

### Music Solutions
음악 콘텐츠에 대한 높은 이해와 경험, 사업역량을 바탕으로 다양한 음악서비스를 제공한다. 네이버의 뮤직플랫폼 ‘VIBE’ 운영 대행사업과 YG엔터테인먼트, 하이브 등 국내외 400여 개 파트너들의 음반 및 음원 투자∙유통 사업, 인디 아티스트를 위한 차세대 글로벌 디지털 음악 유통 서비스인 ‘믹스테이프(mixtape.)사업을 전개하고 있다. YG플러스는 웰메이드 음악 콘텐츠를 발굴하고 유통함으로써 K-POP의 글로벌 시장 진출을 확대하고 새로운 음악 생태계 구축에 앞장서 음악 산업의 지속가능성장에 기여하는 것이 특징이다.

### IP Solutions
아티스트의 IP를 활용한 트렌디하고 감각적인 상품을 통해 아티스트와 팬들의 소통 경험을 확장한다. 상품기획-개발-디자인을 잇는 인하우스(In-house) 시스템과 다양한 브랜드 파트너십, 글로벌 네트워크 및 채널을 통해 차별화된 IP 가치를 제공하고 있다. 또한 최신 트렌드에 맞는 크리에이티브한 상품과 아티스트 및 글로벌 팬 취향의 커스터마이징 서비스, 다양한 스토리와 이벤트를 통해 상품의 부가가치를 더욱 높이고 있으며 미국 '브라바도(Bravado)'사 등 글로벌 파트너사들과 협업하며 글로벌 IP 사업자로 영향력을 강화하고 있다.

### 포레스트팩토리
YG PLUS와 예인미술이 2022년 9월 함께 설립한 엔터전문 인쇄기업이다. 포레스트팩토리는 세계로 뻗어 나가는 K팝 산업에 대한 높은 이해도와 인쇄 제작 노하우를 보유하고 있으며, ESG라는 사회적 요구 안에서 투명성, 공정성, 경쟁력 확보를 통한 K팝의 지속 가능성을 실현하고 있다.

### YG인베스트먼트
벤처투자전문 기업으로 YG PLUS의 100% 자회사다. YG그룹이 보유한 다양한 콘텐츠와 네트워크를 기반으로 최신 사업 트렌드에 부합하는 투자전략을 실행한다. 또한 엔터테인먼트, 소비재 등 다양한 분야에서 새로운 투자기회를 발굴하고 YG그룹이 보유한 콘텐츠 및 글로벌 네트워크 등을 통해 투자기업들의 역량강화와 시너지 창출을 목표로 하고 있다.

## 같이 보기
- YG 엔터테인먼트
- 한국거래소